# Astragalus malacoides
Astragalus malacoides är en ärtväxtart som beskrevs av Rupert Charles Barneby. Astragalus malacoides ingår i släktet vedlar, och familjen ärtväxter. Inga underarter finns listade i Catalogue of Life.